# Monosaharid
Monosaharidi (iz grščine manos-eden, saharid-sladkor) ali enostavni ogljikovi hidrati so najbolj osnovne enote ogljikovih hidratov oz. saharidov. So najpreprostejše oblike sladkorjev in so po navadi brezbarvni, topni v vodi in se nahajajo v kristalni strukturi ter nekateri monosaharidi imajo sladek okus. Primeri monosaharidov so glukoza (grozdni sladkor), fruktoza (sadni sladkor), galaktoza, manoza in riboza. Monosaharidi so osnovni gradniki disaharidov (kot npr. saharoza), oligosaharidov  in polisaharidov (kot npr. celuloza in škrob). Vsak ogljikov atom, ki ima vezano hidroksi skupino (razen prvega in zadnjega C-atoma) je kiralni ogljikov atom, zato je število izomer veliko, čeprav za vse obstaja ista kemijska formula.

## Struktura
Z nekaj izjemami (npr. deoksiriboza) imajo monosaharidi kemijsko formulo CxH2nOn oz. Cx(H2O)n in strukturo H(CHOH)nC=O(CHOH)mH. Če je n ali m nič, ta formula definira aldehid, ki se kot monosaharid imenuje aldoza; če pa n in m nista nič, pa je formula definicija za keton, ki se kot monosaharid imenuje ketoza. Monosaharidi po navadi vsebujejo keto ali aldehidno funkcionalno skupino ter hidroksi skupine na večini ali vseh ostalih ogljikovih atomih, ki nimajo vezane karbonilne skupine (keto ali aldehidne skupine).

### Ciklična struktura
Večina monosaharidov obstaja v vodnih raztopinah v ciklični strukturi. Nastanejo tako da hidroksi in karbonilna skupina enega monosaharida reagirata in  tako nastanejo hemiacetali ali hemiketali (odvisno ali reagirajo aldoze ali ketoze). Npr. glukoza raje tvori hemiacetal, ki nastane z reakcijo med ogljikom1(nanj je vezana aldehidna skupina) in kisikom5 in tako tvorijo 6-členski obroč imenovan piranoza. Ista reakcija lahko poteče tudi med ogljikom1 and kisikom4  in tako se tvori 5-členski obroč imenovan furanoza. Večinoma so piranoze stabilnejše od furanoz in  so tvorile večino oblik monosaharidov, ki so jih preučevali v raztopinah. Ker se s ciklizacijo tvori nov stereogeni center, ki ga imenujemo anomerni ogljikov atom, sta možni 2 različni stereoizomeri, ki jima pravimo α- in β-izomeri.Ločimo ju glede na pozicijo hidroksi skupine na anomernem ogljiku (to je ogljik, ki pripada karbonilni skupini). Vsaka od teh anomer ima specifično optično rotacijo. Če pride do intermolekulskih prehodov v molekuli in se pretvori ena izomera v drugo; to imenujemo mutarotacija. Ta proces se dogaja v vodnih raztopinah sladkorjev, kjer se vzpostavi določeno ravnotežje med  α- in β-izomerama ter aciklično obliko.  

Ciklične oblike monosaharidov najbolje prikazujejo Haworthove projekcijske formule. V Haworthovi projekciji ima α-izomer OH skupino (hidroksi skupina) na anomernem ogljiku pod ravnino ogljikovih atomov v obroču, β-izomer pa ima OH skupino na anomernem ogljiku nad ravnino obroča. Obroč je tudi gibljiv, zato se lahko 6-členske obroče (piranoze) najdemo v dveh konformacijah: stol in kad, vendar pogostejša je konformacija stola (podobno kot pri cikloheksanu). V tej konformaciji ima α-izomer OH skupino na anomernem ogljiku v aksialni legi, medtem ko ima β-izomer OH skupino na anomernem ogljiku v ekvatorialni legi.

## Poimenovanje monosaharidov
Monosaharide klasificiramo glede na:
- kemijsko naravo karbonilne skupine:
  - aldoze (imajo aldehidno skupino)
  - ketoze (imajo keto skupino)
- število C-atomov:
  - trioze(imajo 3 C-atome)
  - tetroze(imajo 4 C-atome)
  - pentoze(imajo 5 C-atomov)
  - heksoze(imajo 6 C-atomov)

Če ima spojina na ogljikov atom vezane štiri različne skupine, se tak ogljikov atom imenuje kiralni center oz. kiralni ogljikov atom, molekula pa je kiralna. Za spojine s kiralnimi centri je značilno, da sučejo ravnino linearno polarizirane svetlobe za določen kot v levo ali v desno. Pravimo jim optične aktivne spojine. To lastnost molekule označimo z dvema podatkoma:

1. specifično rotacijo in

2. navedbo konfiguracije.
1. Specifična rotacija je fizikalna količina, definirana kot zasuk linearno polarizirane svetlobe pri določeni dolžini merilne celice in koncentraciji vzorca. Odvisna je od temperature, topila in valovne dolžine uporabljene svetlobe.
Če se ravnina linearno polarizirane svetlobe zasuče v desno, to označimo s (+), če se zasuče v levo pa z (-).

2. Za označitev prostorske razporeditve substituentov na kiralnem centru, to je označitev konfiguracije, uporabljamo dva sistema:
-sistem R,S (splošni sistem označevanja konfiguracije),
-sistem D,L (še vedno je v rabi pri označevanju amino kislin in ogljikovih hidratov)
Stereokemijsko ločimo L- in D- monosaharide,ki jih ločimo glede na pozicijo hidroksilne skupine na kiralnem centru, ki je v Fisherjevi projekciji najbolj oddaljena od karbonilne skupine. Pozicijo OH skupine na tem ogljiku primerjamo s pozicijo OH skupine na drugem C-atomu v gliceraldehidu.  Če je pozicija ekvivalentna poziciji na drugem C-atomu v D-gliceraldehidu, je sladkor D-monosaharid; če pa je pozicija ekvivalentna poziciji na drugem C-atomu v L-gliceraldehidu, je sladkor L-monosaharid. V naravi je večina monosaharidov v D-obliki.                   
Molekula z enim kiralnim centrom ima lahko dve različni prostorski razporeditvi substituentov. Takšna izomera imenujemo enantiomera in sta zrcalni sliki. Za enantiomera je značilno, da imata enake fizikalne in kemične lastnosti, razlikujeta pa se po sukanju linearno polarizirane svetlobe in konfiguraciji na kiralnem centru.

## Izomerizacija
Celotno število vseh izomer ene spojine je odvisno od števila stereogenih centrov(n) v molekuli. Največje število vseh možnih stereoizomer je 2n.

## Reakcije monosaharidov
Na monosaharidih potekajo vse reakcije, ki potekajo na karbonilni skupini (na aldehitih in ketonih): adicije, eliminacije, oksidacije, redukcije...
in na alkoholih (po navadi vsebujejo monosaharidi več OH skupin):nastanek etrov in estrov, oksidacije, redukcije...